# Kila (buddhism)

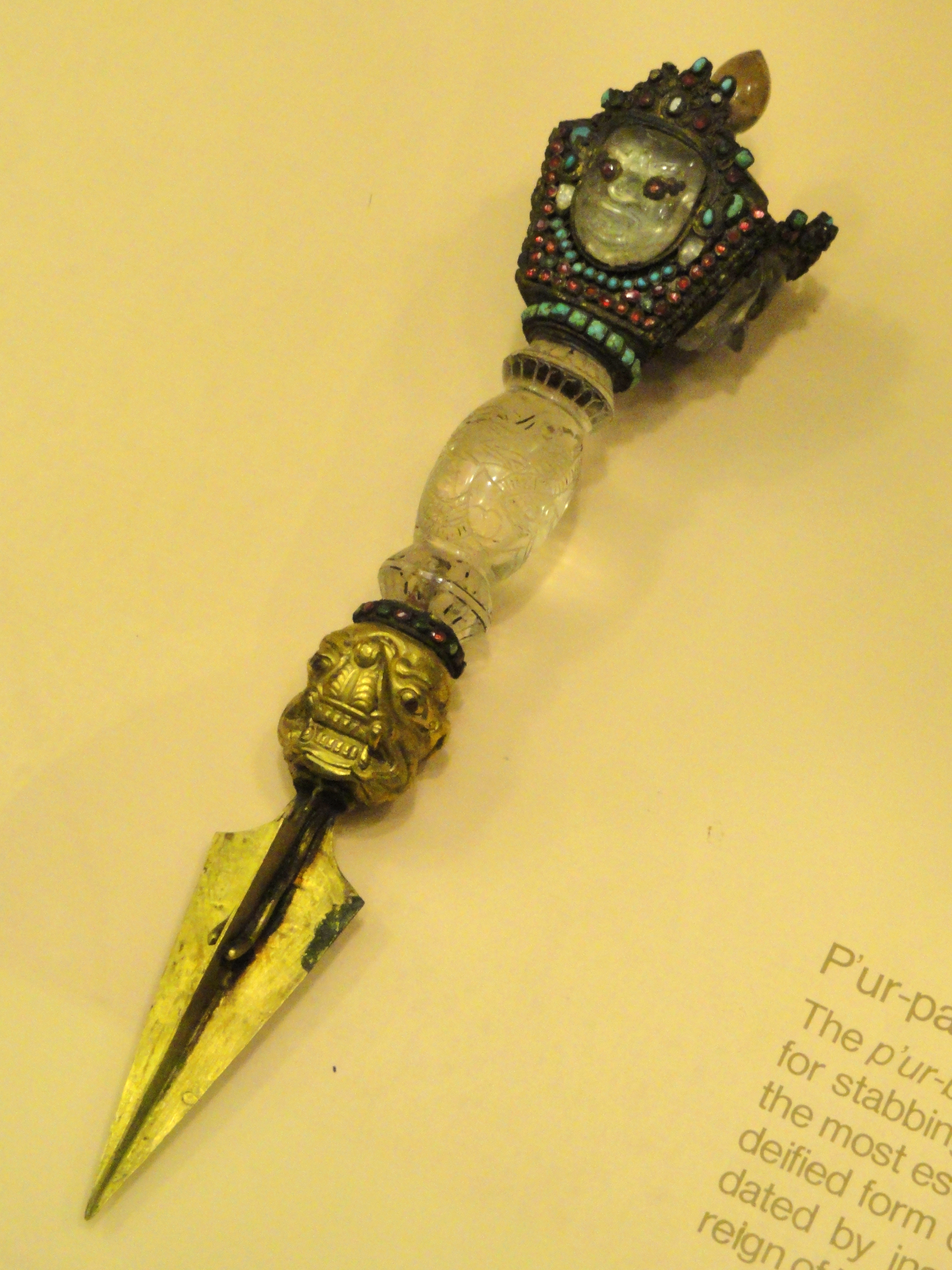
Tibetansk kila, American Museum of Natural History, New York, USA

Kila (sanskrit; tibetanska: phur-pa) är en rituell kniv som används inom tibetansk buddhism. Kniven representerar buddhan Vajrakilayas aktivitet, vars meditationsteknik anses vara effektiv för att bli av med alla mentala hinder. Det nedre bladet representerar upaya, handtaget visdom, och det tredelade bladet de tre gifterna ignorans, girighet och aggressivitet. Kilor tillverkas oftast i järn, men kilor med särskilda syften tillverkas även i exempelvis trä eller ben.
Sanskrittermen kila betyder bokstavligen "spik" eller "nål". Kilans troliga ursprung är från de pinnar eller pålar som under vedisk tid sattes ned i marken dit rep eller liknande användes för att hålla kvar djur. I vediska geomantiska ritualer användes en träpåle för att lokalisera huvudet av den underjordiska "jord-ormen", i syfte att stabilisera platsen innan ett altare eller liknande kunde byggas där. En liknande ritual har florerat i Tibet, där syftet var att lokalisera en ormsvansad jordgud före ett tempel, kloster eller en stupa kunde byggas. Dessa ritualer härstammar från en ritual där guden Indra använde den spetsiga delen av sin vajra för att hålla fast den stora drakormen Vritras huvud. Vritra ansågs ha hindrat flödet av "livets vatten".
De tidigaste kilorna som hittats är tillverkade i trä med gudamotiv, från Khotan i Centralasien. De tidigaste nedskrivna beskrivningarna av ritualer med kilor kommer från 400-talet, vid en buddhistisk stupa i nutida Pakistan. I Padmasambhavas biografi beskrivs det hur han besökte en plats där ritualer med kilor florerade. När han sedan mediterade i en grotta stördes han av ett flertal maror, och bad därefter att få texter som beskrev kilaritualer skickade till honom. Efter att han utfört sådana ritualer försvann marorna. När Padmasambhava senare reste till Tibet lärde han ut sådana ritualer, som sedan kom att integreras i alla buddhistiska inriktningar.